# Ernest Demuyter

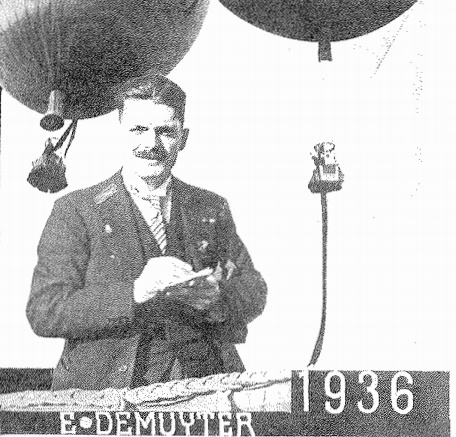
Ernest Demuyter

Ernest Antoine Joseph Paul Demuyter (Gent, 26 maart 1893 – Gent, 7 februari 1963) was een Belgisch ballonvaarder, piloot en volksvertegenwoordiger.

## Levensloop
Demuyter studeerde af als licentiaat in de handelswetenschappen.
Hij maakte zijn eerste ballonvaart in augustus 1908. Hij steeg toen op vanuit Gent met de gekende ballonvaarder Leon Gheude. Op 21 augustus 1910, maakte hij zijn eerst solovlucht en datzelfde jaar slaagde hij erin zijn pilotenbrevet te behalen. In 1912 behaalde hij ook een brevet als vliegtuigpiloot. Tijdens de Eerste Wereldoorlog vloog Demuyter naar Frankrijk, en werd ingelijfd bij de luchtmacht. Aan boord van diverse luchtschepen zorgde hij onder andere voor de begeleiding van scheepskonvooien.
Later werd hij instructeur en hield hij zich bezig met de meteorologische dienst.
In 1920 (vertrek in Birmingham, VS), 1922 (vertrek in Genève), 1923 en 1924 (vertrek in Brussel) won hij de Gordon-Bennettcup, een prestigieuze prijs voor de ballonvaarder die erin slaagde de langst mogelijke afstand af te leggen. In 1922 vloog hij met zijn ballon, de Belgica, in 25 uur 1372 kilometer ver tot Ocnitza in Roemenië. Omdat hij de trofee drie maal na elkaar won mocht hij de cup definitief houden. Ze is sindsdien te bewonderen in het Legermuseum in Brussel. In 1936 (vertrek in Warschau) en in 1937 (vertrek in Brussel) won hij opnieuw de cup met zijn OO-BFM Belgica. In 1937 vloog Demuyter in 46 uur 1396 kilometer, van Brussel naar Tukums in Letland.
Hij werd gemeenteraadslid van Brussel in 1938. Het jaar daarop werd hij verkozen tot liberaal volksvertegenwoordiger voor het arrondissement Brussel, in opvolging van Adolphe Max. Hij vervulde het mandaat tot in 1963. Tijdens de Tweede Wereldoorlog was hij actief in het Verzet.

## Publicaties
- La Navigation Aérienne et les randonnées victorieuses du Belgica, Brussel, 1925